# Batken
Batken (numit și Batkent) este un oraș mic din sud-vestul Kârgâzstanului, pe marginea sudică a văii Fergana. Este capitala regiunii Batken. Suprafața sa este de 205 kilometri pătrați, iar populația rezidentă a fost de 19.718 în 2009 (ambele incluzând satele Bulak-Bashi, Kyzyl-Jol și Bazar-Bashy). Populația orașului propriu-zis era de 13.435.

## Istorie
Numele Batkent provine din limba iraniană Sogdian și înseamnă „Orașul vântului”. Batken a devenit sediul administrativ al celei mai noi dintre cele șapte regiuni din Kârgâzstan, creată din cele mai vestice districte ale Regiunii Oș în 1999, după ce îngrijorările cu privire la activitățile islamice radicale din țările vecine Tadjikistan și Uzbekistan au dus la apariția unor cereri pentru o prezență guvernamentală mai directă și mai vizibilă în această zonă muntoasă. Aeroportul Batken face legătura între oraș și Bișkek. Din 2000, există o mică universitate în Batken.